# Johann Friedrich Glaser (Mediziner)
Johann Friedrich Glaser (* 3. September 1707 in Wasungen; † 7. Dezember 1789 in Suhl) war ein deutscher Mediziner.

## Leben
Glaser war der jüngste Sohn des Scharfrichters Johann Jeremias Glaser (* 27. Januar 1653, † 17. Januar 1725) und studierte an der Universität Erfurt, an der Universität Altdorf und seit dem 28. Oktober 1729 an der Universität Wittenberg. 1736 wurde er mit der Dissertation inaug. de Myopia in Harderwijk zum Doktor der Medizin promoviert. Er betrieb zunächst eine Praxis in seiner Heimatstadt, später in Suhl, wo er zum kursächsischen Amtsphysikus bestellt wurde und seit 1781 herzoglicher Sachsen-Gotha’scher Bergrat war.
Glaser war seit dem 8. November 1759 Mitglied der Leopoldina und seit dem 12. Mai 1775 Mitglied der Akademie gemeinnütziger Wissenschaften in Erfurt. Der Bayerischen Akademie der Wissenschaften gehörte er seit 1774 als auswärtiges Mitglied an. Vor allem beschäftigte sich Glaser mit der Brandbekämpfung, nachdem 1753 eine Feuersbrunst in Suhl die Stadt in Asche gelegt hatte. Zudem verfasste er einige Fachaufsätze in Journalen.

## Werkauswahl
- Diss. inaug. de Myopia. Harderwyk 1736
- Nützliche und durch die Erfahrung bewahrte Vorschläge, bey heftigen und geschwinden Feuersbrünsten Häuser und Mobilien sicher zu retten. Dresden und Leipzig 1756, 2. Auflage Dresden und Leipzig 1756, 3. Auflage. Hildburghausen 1764, 4. Auflage, Hildburghausen 1772
- Beschreibung seiner neuerfundenen Blutwaage und Blutmessgeschirres, womit man beym Hand - und Fussaderlassen das Blut, ob es schon unter das dabey gebräuchliche Wasser läuft, dennoch so bald von Loth zu Loth richtig, und sehr nützlich wägen und messen, auch sonst durch einen angewiesenen Vortheil unter dem Wasser abgesondert allein auffangen kann. Mit 1 Kupfertafel. Hildburghausen 1758 Neue Auflage, unter dem Titel: Beschreibung seiner neuerfundenen und nicht allein für Aerzte und Wundärzte, sondern auch für alle Hausväter und Hausmütter brauchbaren und sehr nützlichen Blutwaage und seines Blutuiessgeschirres, Mit 1 Kupfert. Hildburghausen 1788 (Online)
- Nützliches Verhalten bey der jetzo in Teutschland regierenden Fleckfieberseuche. Hildburghausen 1758
- Preisschrift, wie das Bauholz in den Gebäuden zu Abhaltung grosser Feuersbrünste zuzurichten. Hildburghausen 1762
- Ausführliche Beschreibung der glücklich abgelaufenen grossen Feuerprobe, welche mit seinem erfundenen Brand abhaltenden Holzanstriche öffentlich gemacht worden. Leipzig 1773
- Beantwortung und Widerlegung verschiedlicher wider seinen erfundenen und in der damit an etlichen kleinen Probehäusern angestellten und glücklich abgelaufenen grossen Feuerprobe bewährtbefundenen Brand abhaltenden Holzanstrich gemachten ungegründeten Einwendungen und Zweifel. Leipzig 1774
- Physikalische Abhandlung von den Blüten verderbenden, auch Laub und Obstabfressenden schädlichen Raupen der Obstbäume und bewährten Hülfsmitteln, solche Raupen von den Obstbäumen abzuhalten und zu vertreiben. Frankfurt u. Leipzig 1774, 2. Auflage Leipzig 1780
- Preisschrift, wie die Feuerlöschanstalten in den kleinen Städten und auf den Dörfern zu verbessern sind. Leipzig 1775
- Physikalische Bewegungsgründe, die es wahrscheinlich und glauben machen, dass bey der Hennebergischen Berg- und Handelsstadt Suhl ein unterirdischer grosser Schatz von Steinfalz verborgen liege; sammt unmassgeblichen Vorschlägen usw. Leipzig 1776
- Fernere Erörterung und Aufklärung seiner verbesserten Preisschrift von Verbesserung der Feuerlöschanstalten wider den Hrn. Kammerassessor J. W. Heinemann zu Blankenburg. Hildburghausen 1779
- Auf richtige Erfahrung gegründete Abhandlung von der tödlichen Knotenkrankheit unterm Rindviehe und Rothwildprete in den Wäldern, wie solche abzuhalten, und die angefallene gewiss zu kuriren sind; und von der nicht tödlichen Maul- und Fußkrankheit unterm Rindviehe, wie solche leicht geheilet werden kann. Mit einer illum. Kupferpl. Leipzig 1780
- Physikalisch ökonomische Abhandlung von den schädlichen Raupen der Obstbäume, und bewährten Hülfsmitteln, solche Raupen von den Obstbäumen abzuhalten und zu vertreiben. Leipzig 1780
- Gründliche und auf richtige Erfahrung gebauete Abhandlung, wie die meisten Feuersbrünste der Gebäude verhütet, und die doch entstandenen bald und besser als bisher gelöschet, und von ihrer weitern Ausbreitung abgehalten werden können. Erfurt 1782
- Ohnmassgeblicher Vorschlag was der Jugend in den niedern Schulen für ein nützlicher Unterricht gegeben werden kann, wie mit Feuer und Licht und leicht entzündlichen Dingen behutsam umzugehen ist, dass keine Feuersbrünste davon entstehen mögen. Dessau 1783
- Beweisgründe, dass und warum die in seiner gedruckten Schrift; Vorschläge, wie die meisten Feuersbrünste zu verhüten etc. angegebenen und zum gemeinnützigen Gebrauch, auch schicklichen Mittel, die Feuersbrünste schnell zu löschen, und ihre gerne erfolgende weitere Ausbreitung abzuhalten, viel wirksamer und gewisser sind, als die bisher gewöhnlichen. Schleusingen 1784
- Feuerlöschprobe, oder ausführliche Beschreibung und praktische Vorschläge, wie ein Brandfeuer leicht u. am geschwindesten zu löschen ist. Marburg 1786
- Ausführliche und auf Erfahrung gegründete Abhandlung und Vorschläge, wie thunlicher Weise die in meisten Feuersbrünste an und in den Gebäuden wohl verhütet, und die etwan doch entstehenden oder entstandenen bald und besser, als bisher insgemein geschehen ist, gelöschet und von ihrer weitern Ausbreitung abgehalten werden können. Leipzig. 1788
- Descriptio mineralium praecipuorum, quae in regione urbis Hennebergicae Suhlae reperiuntur… 1773